# وین هاسی
وین هاسی (به انگلیسی: Wayne Hussey) (زاده ۲۶ مهٔ ۱۹۵۸) ترانه‌سرا، موسیقی‌دان انگلیسی است.
او عضو گروه دد اور لایو بود.